# Žehušice (zámek)
Žehušice jsou zámek ve stejnojmenném městysi severně od Čáslavi v okrese Kutná Hora ve Středočeském kraji. Barokní zámek byl založen ve druhé polovině 17. století Thun-Hohensteiny, kterým patřil do roku 1913. V první čtvrtině 19. století byl klasicistně upraven. Zámecký areál je chráněn jako kulturní památka.

## Historie
Původním panským sídlem v Žehušicích bývala stará tvrz (čp. 18), která se částečně dochovala v areálu hospodářského dvora. Když v roce 1661 žehušické panství koupil Michael Osvald z Thun-Hohensteinu, nevyhovovala už nárokům nového majitele, který proto na východním okraji vesnice založil nový zámek. Autorem jeho plánů pravděpodobně byl stavitel Francesco Caratti. Podle letopočtu nad portálem v hlavním průčelí byl zámek dokončen roku 1679 a rodu Thun-Hohensteinů patřil až do roku 1913.
Původně barokní zámek si udržel svou podobu až do začátku 19. století. V roce 1810 se správy panství ujal Josef Matyáš z Thun-Hohensteinu, který nechal celý zámecký areál upravit v klasicistním slohu (bývá uváděn také empír). Autorem projektu přestavby mohl být stavitel František Pavíček. Dokončení úprav dokládá, spolu se jménem investora, letopočet 1826 uvedený ve štítu rizalitu. Při úpravách byla postavena také mohutná klasicistní brána. Po obou jejích stranách stojí na západní straně areálu budovy určené původně k ubytování služebnictva. Silnice II/338 je odděluje od jízdárny a hospodářského dvora se starou tvrzí.
Zámek původně obklopovala francouzská zahrada, ale za Josefa Osvalda z Thun-Hohensteinu začala její proměna na anglický park s rozlohou 25 hektarů. Na něj navazuje přibližně desetkrát rozsáhlejší Žehušická obora určená k chovu bílých jelenů, které okolo roku 1830 dostal Josef Matyáš Thun od Josefa Leopolda Kinského. Bílí jeleni byli do Čech dovezeni okolo roku 1780, ale málokdy odolali místním životním podmínkám. U Žehušic se jim však dařilo.
Ve druhé polovině 20. století zámek sloužil školským účelům. V šedesátých a sedmdesátých letech 20. století probíhaly opravy štukové výzdoby interiérů.

## Stavební podoba
Hlavní zámecká budova má půdorys písmene H. Hlavní střední trakt je dvoupatrový, zatímco boční křídla jsou jednopatrová. Uvnitř hlavního křídla bývala v přízemí vstupní hala a nad ní v patře velký sál, který svou výškou prostupuje dvěma patry. Hlavní průčelí je orientováno k západu, kde se nachází dvoupatrový rizalit s tympanonem a vstupním portálem. Fasády severního a jižního průčelí si uchovaly raně barokní charakter, zatímco na východní a západní straně jsou empírová. Barokního původu je také vnitřní štuková výzdoba.
K památkově chráněnému areálu patří také stará tvrz, brána s pavilony a přilehlým čestným dvorem, jízdárna, stáj s obytným patrem, hospodářské křídlo s kotelnou, úřednická budova, domek zahradníka, věžová stavba nad náhonem, mlýn, pivovar se sladovnou, sýpka, zřícenina hospodářské budovy v parku a ohradní zeď.